# Buschwiller
Buschwiller, deutsch Buschweiler (elsässisch Büschwiller), ist eine französische Gemeinde mit 1053 Einwohnern (Stand 1. Januar 2022) im Département Haut-Rhin in der Region Grand Est (bis 2015 Elsass). Sie gehört zum Arrondissement Mulhouse und zum Kanton Saint-Louis.

## Geografie
Die Gemeinde Buschwiller liegt am Südostrand des Sundgaus, etwa fünf Kilometer westlich der Basler Innenstadt.
Nachbargemeinden von Buschwiller sind Hésingue im Norden, Hégenheim im Osten, Allschwil, Schönenbuch (beide Schweizer Gemeinden) und Hagenthal-le-Bas im Süden, Wentzwiller im Westen sowie Attenschwiller im Nordwesten.

## Geschichte
Im 11. Jahrhundert als Bustwilre erwähnt. Bis 1324 gehörte Buschwiller zur Grafschaft Pfirt, kam dann an Habsburg und im Westfälischen Frieden 1648 an die französische Krone. Von 1361 bis zur Revolution besaßen die Reich von Reichenstein die Ortsherrschaft. Die jüdische Gemeinde besaß bis 1908 hier eine Synagoge. 
Von 1871 bis zum Ende des Ersten Weltkrieges gehörte Buschweiler als Teil des Reichslandes Elsaß-Lothringen zum Deutschen Reich und war dem Kreis Mülhausen im Bezirk Oberelsaß zugeordnet. 1940 wurde der Ort bombardiert.

### Bevölkerungsentwicklung
| Jahr      | 1910 | 1962 | 1968 | 1975 | 1982 | 1990 | 1999 | 2007 | 2016 |
| --------- | ---- | ---- | ---- | ---- | ---- | ---- | ---- | ---- | ---- |
| Einwohner | 640  | 559  | 607  | 762  | 759  | 767  | 883  | 950  | 1029 |

## Sehenswürdigkeiten
Die Sankt-Martinskirche ersetzte 1933 eine kleine, mitten im Dorf gelegene Kapelle. Beachtenswerter barocker Altaraufsatz von 1690, der aus der Klosterkirche Mariastein stammt. Er ist das Werk des Bildhauers Johann Friedrich Buol aus dem aargauischen Kaiserstuhl. Andere Teile des Altars aus dem späten 19. Jahrhundert. 
Fachwerkhäuser, z. Bsp. 4 rue des Vosges, datiert 1688, mit schöner Laube und 10 rue des Vosges.  
|  |  |

## Persönlichkeiten
- Jean Cron (* 1884 in Buschwiller; † 1950 in Basel), Schweizer Unternehmer und Erfinder